# Scaevola globulifera
Scaevola globulifera är en tvåhjärtbladig växtart som beskrevs av Jacques-Julien Houtou de La Billardière. Scaevola globulifera ingår i släktet Scaevola och familjen Goodeniaceae. Inga underarter finns listade i Catalogue of Life.